# Limoges-Émailleurs (tổng)
Tổng Limoges-Émailleurs là một tổng của Pháp tọa lạc tại tỉnh Haute-Vienne trong vùng Nouvelle-Aquitaine.

## Hành chính
| Giai đoạn | Ủy viên                   | Đảng | Tư cách |
| --------- | ------------------------- | ---- | ------- |
| 1992-1998 | Pierre Baillot-d'Estivaux | RPR  |         |
| 1998-2004 | Raymond Archer            | RPR  |         |
| 2004-2011 | Raymond Archer            | UMP  |         |

## Phân chia đơn vị hành chính
| Xã      | Dân số      | Mã bưu chính | Mã insee |
| ------- | ----------- | ------------ | -------- |
| Limoges | 133 968 (1) | 87280        | 87085    |

(1) một phần của xã.